# Chijire-Gletscher
Der Chijire-Gletscher (norwegisch Rukkebreen) ist ein Gletscher im ostantarktischen Königin-Maud-Land. Er fließt nordwärts zur Kronprinz-Olav-Küste, die er unmittelbar östlich der Chijire Rocks erreicht.
Japanische Kartografen kartierten ihn anhand von Vermessungen und Luftaufnahmen der von 1957 bis 1962 dauernden japanischen Antarktisexpedition. Die japanische Benennung Chijire-hyōga (japanisch ちじれ氷河) bedeutet so viel wie „gekräuselter Gletscher“.